# Psicopedagogía
La psicopedagogía o psicopedagógica es una disciplina que estudia a las personas y sus comportamientos en situación de enseñanza-aprendizaje. Entre sus campos de intervención se encuentran: el manejo de las dificultades de aprendizaje, la orientación vocacional, el apoyo a necesidades educativas especiales (ambientales, socioculturales, cognitivas) y a la estructuración del currículo y ambientes educativos en diversos contextos. En ella se interrelacionan la psicología evolutiva, la psicología del aprendizaje, la pedagogía, la sociología, la didáctica, la epistemología, la psicolingüística, la psicología cognitiva, la psicología general entre otras.
Son relevantes sus aportes en los campos de la pedagogía y en los campos de la educación especial, terapias educativas, diseño curricular, diseño de programas educativos y política educativa, también es una ayuda para niños en su proceso de enseñanza y aprendizaje. Asimismo puede intervenir en los siguientes campos: forense, salud, educación, investigación.
La psicopedagogía se desarrolla como disciplina científica a partir de la segunda mitad del siglo XX, con un enfoque interdisciplinario y combinando conocimientos de la educación y de la salud mental.

## Exponentes
Algunos de los autores más influyentes en este campo son: Jean Piaget (teoría psicogenética), Ausubel (teoría del aprendizaje significativo), Lev Vygotski (teoría sociocultural) y Jerome Bruner (teoría sociohistórica).

## Principales ámbitos de trabajo
La psicopedagogía se desarrolla donde hay situaciones de aprendizaje en conflicto o con dificultades, sus intervenciones tienen su campo en el sistema de salud y judicial; y no tan solo en el contexto educativo formal, incluye ámbitos familiares, empresariales, centros de educación de adultos, centros de formación y capacitación, centros recreativos, centros de tratamientos y prevenciones contra las adicciones, asociaciones laborales y comunitarias.
Su acción está dirigida a la orientación en: desarrollo de auto esquemas, pautas de crianza, educación compensatoria, prevención de conductas disruptivas, evaluación de acciones administrativas. Por tal motivo, la acción psicopedagógica está directamente vinculada con el análisis, planificación, desarrollo y modificación de procesos educativos. 
Las áreas de trabajo de la psicopedagogía son:
- En el ámbito de la Salud: La intervención clínica individual o grupal, interdisciplinaria, comunitaria, con enfoques desde diversas corrientes, y que apoyadas en el actual paradigma ecológico, facilitan desde la habilitación de procesos de aprendizajes hasta la rehabilitación neurocognitiva en personas de todas las edades. La evaluación y diagnóstico son incumbencia de esta disciplina.
- La atención a la diversidad: abarca el desarrollo, adaptación e implementación de metodologías didácticas teniendo en consideración las características del estudiantado inherentes a su heterogeneidad y sus necesidades educativas particulares.
- La orientación académica y profesional: busca la potenciación de la madurez vocacional en el estudiantado trabajando el autoconocimiento de los mismos, ejercitando las estrategias de toma de decisiones y dotando de la información necesaria.
- La acción tutorial: es la orientación planteada directamente desde el aula. Se centra en la formación en valores, la resolución de conflictos, aprendizaje de habilidades sociales, realización de tareas de concienciación social, entre otras. Es el nexo de unión entre los conceptos de formación académica y educación en el sistema educativo.

## Intervención psicopedagógica
Una de las áreas de acción del psicopedagogo es la orientación. En la cual se hace uso de modelos y estrategias que apoyen el proceso de interpretación y actuación. Este proceso está dirigido a los individuos, ámbitos, aspectos y contextos.
La concepción de la intervención psicopedagógica es considerada como un proceso integrador e integral, supone la necesidad de identificar posibles acciones según los objetivos y contextos a los cuales se dirige, ésta debe contar con tres principios básicos:
- Principio de prevención.- concibe la intervención como proceso que ha de anticiparse a situaciones que pueden entorpecer el desarrollo integral en las personas.[4]
- Principio de desarrollo.- las concepciones modernas de la intervención psicopedagógica han integrado este principio al de la prevención, ya que el individuo cuenta durante todas las etapas del ciclo vital con constantes cambios de desarrollo evolutivo.
- Principio de acción social.-definido como la posibilidad de que el sujeto haga un reconocimiento de variables contextuales y de esta manera hacer uso de competencias adquiridas en la intervención, para adaptarse y hacer frente a estas en su constante transformación.

Para realizar las intervenciones psicopedagógicas para alumnos con altas capacidades intelectuales es importante que se realicen en conjunto con los profesionales del centro al que acude el evaluado. Además se debe de realizar de manera completa revisando las áreas familiares, sociales, y en general personales del evaluado. Debido a la gran complejidad que posee la evaluación psicopedagógica deben de emplearse diferentes técnicas de recogida de información y éstas pueden ser complementarias a la evaluación. Por ejemplo: El rendimiento académico en general del estudiante, tareas y documentos en general que puedan apoyar la evaluación.
La importancia de la intervención psicopedagógica reside en la posibilidad que nos brinda para abrir, construir y reconstruir espacios de autoría de pensamiento objetivos y subjetivos, necesarios para hacer pensables ciertos contenidos. 
En consecuencia, el sentido de toda intervención psicopedagógica es proporcionar un espacio donde el reconocerse pensante simultáneo al reconocerse deseante sea posible, en otras palabras, hacer pensable lo no pensable. No pensable que se establece a partir de un monto importante de angustia que puede cubrir, bloquear, inhibir o perturbar el deseo de conocimiento. Se configura así una modalidad de aprendizaje que como molde relacional con el objeto de conocimiento se ve perturbada, quebrada, obstaculizada.
La psicopedagogía apunta a propiciar potencia pensante, desplegando la agresividad necesaria, implícita en toda actividad creativa, mostrando en tal desafío una diferenciación que de cuenta de la presencia de una pulsión de dominio y la consecuente vivencia de satisfacción reveladora de alegría. En síntesis, la psicopedagogía trabaja con la noción autor «como autor de la obra y recíprocamente como el mismo ha creado por la obra que está creando».

## Funciones del psicopedagogo
- Potenciar y rehabilitar a niños, jóvenes o adultos, con problemas de aprendizaje, por medio de la entrega de conocimientos en forma llamativa para motivar su aprendizaje y enseñándoles métodos especializados de estudio que les faciliten el entendimiento.

- Identificar los problemas del aprendizaje por diversos factores, como; producto de una inmadurez cognoscitiva, falta de motivación por aprender, problemas familiares y/o sociales (factores internos/externos).

- Intentar prevenir las dificultades del aprendizaje a partir del desarrollo de las capacidades cognitivas, emocionales y sociales.

- Buscar, al diagnosticar el problema, un tratamiento indicado, si es necesario también puede derivar a otros profesionales; como psicólogos, psiquiatra y neurólogos , dependiendo de la situación y gravedad.

- Considerar la posición crítica de sí mismo.

- Evaluar[7] e intervenir psicopedagogicamente.

- Identificar las posibilidades de aprendizaje del niño.

- Orientar a docentes y familias.

- Proporcionar a los docentes de recursos y habilidades que le permitan responder a los requerimientos del alumno con problemas de aprendizaje.

- Promover el vínculo entre la institución y la familia.
- Participar en equipos interdisciplinarios para abordar integralmente sus necesidades, coordinándose con profesionales como fonoaudiólogos, terapeutas ocupacionales y neurólogos infantiles cuando sea necesario.

## Problemas con la práctica psicopedagógica[8]
Un punto importante al momento de realizar una intervención psicopedagógica son las dificultades que a veces se presentan en al trabajar con los profesores, en particular para establecer una relación de colaboración. Se ha observado que existen dificultades al establecer relaciones profesionales a través de los recursos con que cuentan ambas partes. Además se han observado dificultades en el uso técnico para acometer o definir el problema que se presenta en el estudiante. Finalmente la falta de un consenso general de las instituciones educativas para tratar los variados problemas de aprendizaje de los estudiantes también dificulta el tratamiento del problema y/o la solución para la mejora del aprendizaje del estudiante.